# Calyptranthes gracilipes
Calyptranthes gracilipes är en myrtenväxtart som beskrevs av Charles Wright. Calyptranthes gracilipes ingår i släktet Calyptranthes och familjen myrtenväxter.
Artens utbredningsområde är Kuba. Inga underarter finns listade i Catalogue of Life.